# İkdam

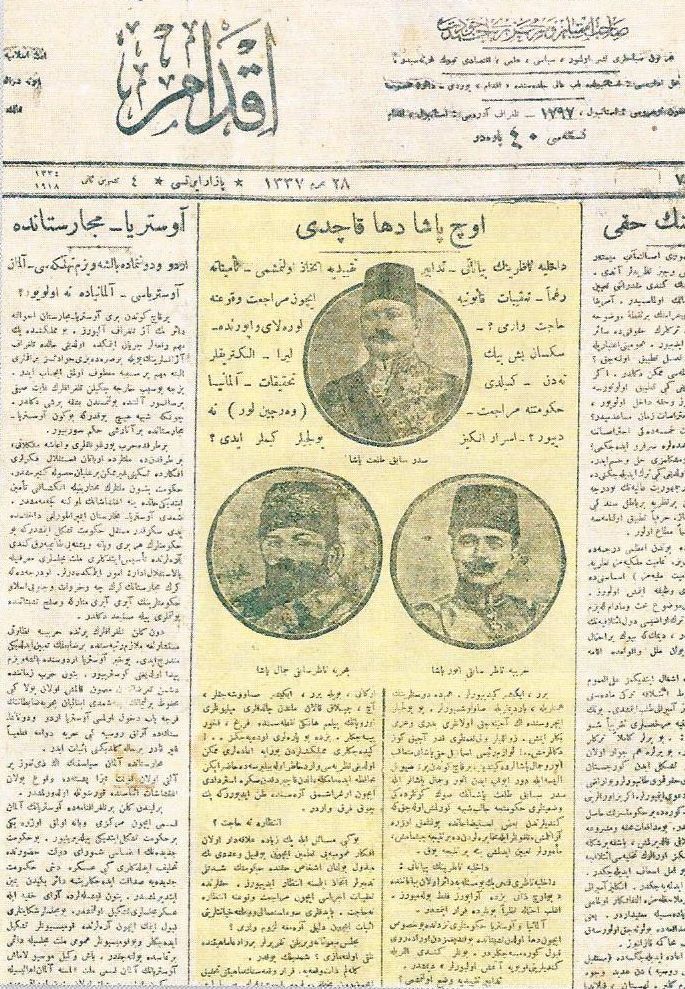
La prima pagina di İkdam del 4 novembre 1918, dopo che i tre pascià fuggirono dal paese durante gli ultimi giorni della prima guerra mondiale, recita: "La loro risposta per eliminare il problema armeno fu tentare l'eliminazione degli stessi armeni".

İkdam ("Sforzo") era un giornale dell'Impero ottomano e della Turchia. Durante il periodo delle sue pubblicazioni, nella città di Istanbul, divenne il quotidiano più popolare.
Ahmet Cevdet Oran fondò il giornale nel 1894 e il primo numero apparve il 23 settembre. Inizialmente sostenne il turchismo, ma mantenne un atteggiamento critico nei confronti del Comitato di Unione e Progresso dopo che si era verificata la rivoluzione dei giovani turchi. Yakup Karaosmanoğlu fu un giornalista di İkdam durante la guerra d'indipendenza turca. Dopo l'istituzione della Repubblica di Turchia, il giornale si oppose alle politiche del governo turco, come la scelta di Ankara come capitale al posto di Istanbul e la presidenza di Mustafa Kemal Atatürk. In parte a causa del suo approccio dissidente, la proprietà del giornale venne cambiata e divenne una risorsa dell'editore Ali Naci Karacan.
Il giornale fu sciolto nel 1928.